# Stads- en streekvervoer in Overijssel
Het stads- en streekvervoer in Overijssel geeft een overzicht van alle bus- en treindiensten die gereden worden in de provincie Overijssel. Het gaat hier om de lijnen die zich in de provincie begeven, maar ook lijnen die de provincie doorkruisen.
De schuingedrukte plaatsnamen bevinden zich buiten Overijssel. Bij lijnen die horen bij concessies die niet uit Overijssel komen is tevens de opdrachtgevende OV-autoriteit vermeld.
In Overijssel rijdt het busvervoer onder de naam RRReis. Sinds 10 december 2017 wordt het regionale treinvervoer in Overijssel gereden onder de naam Blauwnet.

## Huidige concessies
| OV-autoriteit                                  | Concessiegebied                      | Vervoerder       | Duur                    |
| ---------------------------------------------- | ------------------------------------ | ---------------- | ----------------------- |
| Provincie Overijssel                           | Twente                               | Arriva           | 10.12.2023 - 09.12.2028 |
| Provincie Overijssel                           | Zwolle - Kampen en Zwolle - Enschede | Keolis Nederland | 10.12.2017 - 11.12.2032 |
| Provincies Overijssel, Gelderland en Flevoland | IJssel-Vecht                         | EBS              | 11.12.2022 - 08.12.2035 |
| Provincies Overijssel en Drenthe               | Vechtdallijnen                       | Arriva           | 09.12.2012 - 09.12.2028 |

## OV-chipkaart
In de regio Salland deed Connexxion in 2007 al proeven gedaan met de kaart. Op 1 november 2009 werd de OV-chipkaart geldig in de gehele provincie.
|                                         |                | Tariefjaar (vol tarief in euro's) | Tariefjaar (vol tarief in euro's) | Tariefjaar (vol tarief in euro's) | Tariefjaar (vol tarief in euro's) |
| Concessie(s)                            | Verbinding(en) | 2011                              | 2012                              | 2013                              | 2014                              |
| --------------------------------------- | -------------- | --------------------------------- | --------------------------------- | --------------------------------- | --------------------------------- |
| Midden Overijssel, IJsselmond en Twente | Alle bussen    | 0,126                             | 0,132                             | 0,137                             | 0,139                             |

## Concessiegebieden

### Concessie IJssel-Vecht
De concessie IJssel-Vecht omvat het stads- en streekvervoer in de gehele provincie Flevoland exclusief Almere, de gehele provincie Overijssel exclusief Twente en het gebied in Gelderland rondom de Veluwe. Deze concessie wordt uitgevoerd door EBS onder de naam RRReis. Hieronder worden alleen de lijnen vermeld die in Overijssel rijden.
De lijnnummering in de regio is volgens het volgende nummeringssysteem:
- 1 t/m 20: stadsdiensten
- 30 t/m 199: streekbussen
- 2xx series: snelRRReis
- 3xx series: comfortRRReis
- 5xx series: buurtbussen
- 6xx series: schoolbussen

| Lijn                 | Route                                                       | Via | Opmerkingen                                                                  |
| -------------------- | ----------------------------------------------------------- | --- | ---------------------------------------------------------------------------- |
| Stadsdienst Zwolle   |                                                             | |                                                                              |
| 1                    | Station - Stadshagen                                        | Katwolderplein/Centrum, Deltion Campus, Holtenbroek                                                               |                                                                              |
| 2                    | Station - Aa-landen                                         | Centrum, Holtenbroek                                                                                              |                                                                              |
| 3                    | Station - Hessenpoort                                       | Centrum, Wipstrik, Berkum                                                                                         |                                                                              |
| 4                    | Station - Aa-landen                                         | Centrum, Diezerpoort                                                                                              |                                                                              |
| 5                    | Station - Westenholte                                       | Katwolderplein/Centrum                                                                                            |                                                                              |
| 6                    | Station - Ittersumerbroek                                   | Schellerlanden, Oldenelerlanden, Ittersumerlanden                                                                 |                                                                              |
| 7                    | Station - Stadion                                           | Assendorp, Oosterenk                                                                                              |                                                                              |
| 8                    | Station - Ittersumerbroek                                   | Gerenlanden, Ittersumerlanden, Oldenelerbroek                                                                     |                                                                              |
| 9                    | Station - Deltion Campus                                    | Katwolderplein/Centrum                                                                                            | Schoolbus                                                                    |
| 10                   | Station - Aa-landen                                         | Centrum, Holtenbroek                                                                                              |                                                                              |
| 11                   | Station - Stadshagen                                        | Assendorp, Oosterenk, Stadion, Deltion Campus, Holtenbroek                                                        |                                                                              |
| 12                   | Station - Zwartewaterallee                                  | Katwolderplein/Centrum                                                                                            | Spitsbus; 's ochtends richting Zwartewaterallee, 's middags richting station |
| 13                   | Station - Aa-landen                                         | Centrum, Diezerpoort                                                                                              |                                                                              |
| Stadsdienst Deventer |                                                             | |                                                                              |
| 1                    | Station - De Vijfhoek                                       | Snippeling, Blauwenoord, Colmschate                                                                               |                                                                              |
| 2                    | Station - Platvoet                                          | Keizerslanden, Borgele                                                                                            |                                                                              |
| 3                    | Station - Platvoet                                          | Zwolse Wijk, Zandweerd                                                                                            |                                                                              |
| 4                    | Station - Schalkhaar                                        | |                                                                              |
| 5                    | Station - De Vijfhoek                                       | Ziekenhuis |                                                                              |
| 6                    | Station - Colmschate                                        | Rivierenwijk, Snippeling, Het Bramelt, Handelspark, Colmschate Zuid                                               |                                                                              |
| 7                    | Station - Station                                           | Bergweide, Hanzepark, Kloosterlanden, Snippeling                                                                  | Ringlijn                                                                     |
| 8                    | Station - Bedrijvenpark                                     | Snippeling, Het Bramelt                                                                                           |                                                                              |
| Stadsdienst Kampen   |                                                             | |                                                                              |
| 11                   | Station → Station                                           | Centrum, Flevowijk, Hagenbroek                                                                                    | Rijdt niet 's avonds en op zondag                                            |
| Streekdienst         |                                                             | |                                                                              |
| 30                   | Hardenberg, Station - Hoogeveen, Station                    | Heemserveen, Lutten, Slagharen, Kerkenveld, Hollandscheveld                                                       |                                                                              |
| 40                   | Zwolle, Station - Meppel, Station                           | De Lichtmis, Rouveen, Staphorst                                                                                   | Rijdt niet 's avonds en op zondag                                            |
| 70                   | Zwartsluis, Busstation - Oldemarkt, Koningin Julianaweg     | Belt-Schutsloot, Blauwe Hand, Giethoorn, Steenwijk, Tuk, Thij, Steenwijkerwold, Willemsoord, De Blesse, Blesdijke | Rijdt niet 's avonds                                                         |
| 71                   | Emmeloord, Busstation - Zwolle, Station                     | Marknesse, Kraggenburg, Marknesse, Vollenhove, Sint Jansklooster, Zwartsluis, Hasselt                             |                                                                              |
| 74                   | Kampen, Station Zuid - Hasselt, Centrum                     | Kampen Station, IJsselmuiden, Grafhorst, Genemuiden                                                               | Rijdt niet op zondag                                                         |
| 76                   | Oldemarkt, Koningin Julianaweg - Marknesse, Busstation      | Ossenzijl, Kuinre, Luttelgeest                                                                                    | Rijdt niet 's avonds en in het weekend                                       |
| 129                  | Dedemsvaart, Busstation - Coevorden, Station                | Lutten, Slagharen, De Krim                                                                                        | Alleen in de spits van/naar De Krim en Coevorden                             |
| 141                  | Kampen, Station - Urk, Singel                               | Kampereiland, Ens, Emmeloord, Tollebeek                                                                           |                                                                              |
| 143                  | Lelystad, Station Centrum - Kampen, Station                 | | Rijdt niet op zondagavond                                                    |
| 146                  | Dronten, Station - Kuinre, Burchtstraat                     | Swifterbant, Nagele, Emmeloord, Luttelgeest                                                                       |                                                                              |
| 160                  | Deventer, Station - Bathmen, Schipbeeksweg                  | |                                                                              |
| 161                  | Hasselt, Centrum - Deventer, Station                        | Genne, Zwolle, Windesheim, Wijhe, Den Nul, Olst, Boskamp, Diepenveen                                              | Rijdt niet 's avonds en in het weekend                                       |
| 165                  | Raalte, Station - Deventer, Station                         | Pleegste, Wesepe, Schalkhaar                                                                                      |                                                                              |
| 166                  | Zwolle, Hessenpoort - Raalte, Station                       | Wijthmen, Lenthe, Heino                                                                                           | Rijdt niet 's avonds en in het weekend                                       |
| 167                  | Zwolle, Hessenpoort - Lemelerveld, Evenemententerrein       | Wijthmen, Lenthe, Hoonhorst, Emmen (Overijssel), Dalfsen                                                          | Rijdt niet 's avonds en in het weekend                                       |
| 171                  | Zwolle, Station - Blokzijl, Busstation                      | Hasselt, Zwartsluis, Sint Jansklooster, Vollenhove                                                                |                                                                              |
| 174                  | Zwolle, Station - Genemuiden, 't TAG                        | |                                                                              |
| 199                  | Elburg, Molendorp - Zwolle, Dokter Hengeveldweg             | Oldebroek, Wezep                                                                                                  | Spitsbus                                                                     |
| 270                  | Steenwijk, Station - Blauwe Hand                            | Giethoorn | Giethoorn Express                                                            |
| SnelRRReis           |                                                             | |                                                                              |
| 201                  | Apeldoorn, Station - Zwolle, Station                        | | Rijdt niet 's avonds en in het weekend                                       |
| 210                  | Apeldoorn, Station - Zwolle, Station                        | Epe, Heerde | Rijdt niet 's avonds en in het weekend                                       |
| 214                  | Lelystad, Station Centrum - Steenwijk, Station              | Nagele, Emmeloord, Marknesse, Blokzijl, Wetering, Scheerwolde                                                     |                                                                              |
| 215                  | Kampen, Station Zuid - Urk, Singel                          | Nagele | Rijdt niet 's avonds en in het weekend                                       |
| 217                  | Zwolle, Station - Dedemsvaart, Zwiersstraat                 | De Lichtmis, Nieuwleusen, Balkbrug                                                                                | Rijdt niet 's avonds en in het weekend                                       |
| ComfortRRReis        |                                                             | |                                                                              |
| 301                  | Zwolle, Station - Dedemsvaart, De Magnolia                  | Ruitenveen, Nieuwleusen, Balkbrug                                                                                 |                                                                              |
| 304                  | Apeldoorn, Station - Zwolle, Station                        | Wenum, Vaassen, Emst, Epe, Heerde, Wapenveld, Hattem                                                              |                                                                              |
| 305                  | Nunspeet, Station - Zwolle, Station                         | Doornspijk, Elburg, Oldebroek, Wezep, Hattem                                                                      |                                                                              |
| buurtRRReis          |                                                             | |                                                                              |
| 510                  | Station Kampen Zuid → Station Kampen Zuid                   | Het Onderdijks, Bovenbroek, Flevowijk                                                                             | Rijdt niet 's avonds en op zondag                                            |
| 516                  | Olst, Station - Raalte, Station                             | Boskamp, Eikelhof, Wesepe, Heeten                                                                                 | Rijdt niet 's avonds en in het weekend                                       |
| 517                  | Deventer, Station - Heeten, Centrum                         | | Rijdt niet 's avonds en in het weekend                                       |
| 518                  | Raalte, Station - Lemelerveld, Evenemententerrein           | Luttenberg | Rijdt niet 's avonds en in het weekend                                       |
| 523                  | Zwolle, Winkelcentrum Zuid - Heino, Station                 | Laag Zuthem, Lierderholthuis                                                                                      | Rijdt niet in het weekend                                                    |
| 526                  | Hattem, Centrum - Wilsum, Westenbergstraat                  | Zalk, De Zande, Kampen, IJsselmuiden                                                                              | Rijdt niet 's avonds en in het weekend                                       |
| 563                  | Wijhe, Station - Raalte, Station                            | Boerhaar, Tongeren                                                                                                | Rijdt niet 's avonds en op zondag                                            |
| 568                  | Dalfsen, Woonzorgcentrum Rosengaerde - Ommen, Haarsweg      | Rechteren, Hessum, Vilsteren                                                                                      | Rijdt niet 's avonds en in het weekend                                       |
| 569                  | Ommen, Chevalleraustraat - Lemelerveld, Evenemententerrein  | Nieuwe Brug, Lemele, Damsholte                                                                                    | Rijdt niet 's avonds en in het weekend                                       |
| 590                  | Deventer, Station - Nieuw Heeten, 't Pleintie               | Lettele, Okkenbroek                                                                                               | Rijdt niet 's avonds en op zondag                                            |
| 591                  | Dalfsen, Station - Nieuwleusen, Noorderpark                 | Oudleusen | Rijdt niet 's avonds en op zondag                                            |
| 592                  | Meppel, Station - IJhorst, Heerenweg                        | De Wijk | Rijdt niet 's avonds en op zondag                                            |
| 597                  | Hardenberg, Station - Beerzerveld, Café                     | Bergentheim/Rheeze, Diffelen, Mariënberg, Beerze                                                                  | Rijdt niet 's avonds en op zondag                                            |
| 598                  | Hardenberg, Gemeentehuis - Langeveen, Rooms-Katholieke Kerk | Bruchterveld, Ebbenbroek, Kloosterhaar                                                                            | Rijdt niet 's avonds en in het weekend                                       |
| 599                  | Hardenberg, Station - De Krim, Hoofdweg                     | Gramsbergen, Ane                                                                                                  | Rijdt niet 's avonds en in het weekend                                       |
| Scholierenlijnen     |                                                             | |                                                                              |
| 601                  | Apeldoorn, Station → Zwolle, Deltion Campus                 | |                                                                              |
| 602                  | Epe, Klaarbeek → Zwolle, Deltion Campus                     | Heerde |                                                                              |
| 629                  | Dedemsvaart, Busstation → Hardenberg, Station               | Lutten, Heemserveen                                                                                               |                                                                              |
| 640                  | Zwolle, Station - Staphorst, Gemeentehuis                   | De Lichtmis, Rouveen                                                                                              | 's Ochtends richting Zwolle, 's middags richting Staphorst                   |
| 641                  | Urk, Vlaak - Zwolle, Campus                                 | Tollebeek, Emmeloord, Ens, Kampereiland, Kampen, IJsselmuiden, Wilsum, 's-Heerenbroek                             | 's Ochtends richting Zwolle, 's middags richting Urk                         |
| 660                  | Deventer, De Scheg - Holten, Diessenplas                    | Bathmen, Dijkerhoek                                                                                               | 's Ochtends richting Holten, 's middags richting Deventer                    |
| 663                  | Kampen, GSG Pieter Zandt - Lelystad, Station Centrum        | Dronten | 's Ochtends richting Kampen, 's middags richting Lelystad                    |
| 664                  | Lemelerveld, Evenemententerrein → Zwolle, Rieteweg          | Raalte, Heino, Lenthe, Wijthmen                                                                                   |                                                                              |
| 668                  | Zwolle, Rommeweg - Herfte, School De Ambelt                 | | 's Ochtends richting Herfte, 's middags richting Zwolle                      |
| 669                  | Balkbrug, Centrum - Ommen, Guido de Brèsschool              | Witharen |                                                                              |
| 672                  | Hoogeveen, Station - Kampen, GSG Pieter Zandt               | Noordscheschut, Hollandscheveld, Staphorst                                                                        | 's Ochtends richting Kampen, 's middags richting Hoogeveen                   |
| 673                  | Staphorst, Redder - Kampen, GSG Pieter Zandt                | Rouveen, De Lichtmis, Hasselt                                                                                     | 's Ochtends richting Kampen, 's middags richting Staphorst                   |
| 675                  | Kuinre, Burchtplaas → Emmeloord, Begraafplaats              | Luttelgeest, Marknesse, Zwolle                                                                                    |                                                                              |
| 679                  | Meppel, Station - Vollenhove, Clarenberglaan                | Dinxterveen, Wanneperveen, Westeinde, Blauwe Hand, Sint Jansklooster                                              | 's Ochtends richting Meppel; 's middags richting Vollenhove                  |
| 681                  | Kampen, GSG Pieter Zandt - Urk, Rotholm                     | Ens, Emmeloord, Tollebeek                                                                                         | 's Ochtends richting Kampen; 's middags richting Urk                         |
| 682                  | Kampen, GSG Pieter Zandt - Urk, Singel                      | Nagele | 's Ochtends richting Kampen; 's middags richting Urk                         |
| 685                  | Nunspeet, Vreeweg - Kampen, GSG Pieter Zandt                | Doornspijk, Elburg, Oldebroek                                                                                     | 's Ochtends richting Kampen, 's middags richting Nunspeet                    |
| 686                  | Elburg, Molendorp - Kampen, GSG Pieter Zandt                | Oldebroek | 's Ochtends richting Kampen, 's middags richting Elburg                      |

### Concessie Twente
De concessie Twente omvat al het stads- en streekvervoer in de regio Twente en het oostelijk deel van Salland. Ruwweg tussen de lijn Holten-Rijssen-Hellendoorn-Ommen, de Duitse grens en de treinverbinding Zutphen-Hengelo-Oldenzaal. Deze concessie wordt uitgevoerd door Arriva onder de naam RRReis. De treindienst Zutphen - Oldenzaal wordt apart vermeld (zie Treindiensten Blauwnet onderaan onderstaand tabel).
De lijnnummering in de regio is volgens het volgende nummeringssysteem:
- 1 t/m 9: stadsdienst Enschede
- 1x series: stadsdienst Hengelo
- 2x series: stadsdienst Almelo
- 5x series: streekbussen Twente Zuid
- 6x series: streekbussen Twente Oost
- 8x series: streekbussen Twente Noord
- 9x series: streekbussen Twente West
- 5xx series: buurtbussen
- 6xx series: schoolbussen
- 8xx series: belbussen

| Lijn                    | Route                                                               | Via                                                                                  | Opmerkingen                                                                 |
| ----------------------- | ------------------------------------------------------------------- | ------------------------------------------------------------------------------------ | --------------------------------------------------------------------------- |
| Stadsdienst Enschede    |                                                                     |                                                                                      |                                                                             |
| 1                       | Wesselerbrink - Universiteit Twente                                 | Boswinkel, Centrum, Station, Twekkelerveld, Kennispark                               |                                                                             |
| 2                       | Helmerhoek - Deppenbroek                                            | Wesselerbrink, Centrum, Station, Roombeek                                            |                                                                             |
| 3                       | Station - Glanerbrug, Ekersdijk                                     | Wooldrik, De Eschmarke                                                               |                                                                             |
| 4                       | Stroinkslanden - 't Zwering                                         | Centrum, Station, Centrum, Stadsveld                                                 |                                                                             |
| 5                       | Station - Helmerhoek                                                | Centrum, Veldkamp, Stadsveld                                                         |                                                                             |
| 6                       | Station - Stokhorst                                                 | Centrum, 't Ribbelt                                                                  |                                                                             |
| 7                       | Station → Station                                                   | Haven, Marssteden, Josink Es                                                         | Rijdt niet 's avonds en in het weekend                                      |
| 9                       | Station Hengelo - Station Enschede                                  | Enschede UT                                                                          |                                                                             |
| 802                     | Van Heekplein - P+R Zuiderval                                       |                                                                                      | Alleen op zondagen en Duitse feestdagen                                     |
| Stadsdienst Hengelo     |                                                                     |                                                                                      |                                                                             |
| 10                      | Station - Station                                                   | Berflo Es, Veldwijk, De Waarbeek, Twentekanaal Zuid                                  | Rijdt 's avonds als flexRRReis                                              |
| 11                      | Station - Hasseler Es                                               | Centrum, Klein Driene                                                                |                                                                             |
| 12                      | Station - Groot Driene                                              | De Grundel                                                                           |                                                                             |
| 13                      | Station - Hasseler Es                                               | Hengelose Es, Vossenbelt, Het Broek                                                  |                                                                             |
| 14                      | Station → Station                                                   | Wilderinkshoek, Ziekenhuisgroep Twente, Woolder Es                                   |                                                                             |
| Stadsdienst Almelo      |                                                                     |                                                                                      |                                                                             |
| 21                      | Station → Station                                                   | Centrumplein, Ziekenhuisgroep Twente, Windmolenbroek, Centrumplein                   | Ringlijn; rijdt niet 's avonds en op zondag                                 |
| 22                      | Station → Station                                                   | Centrumplein, Windmolenbroek, Ziekenhuisgroep Twente, Centrumplein                   | Ringlijn                                                                    |
| 23                      | Station → Station                                                   | Kluppelshuizen, Schelfhorst, Rumerslanden, Sluitersveld                              | Ringlijn; rijdt niet 's avonds en op zondag                                 |
| 24                      | Station → Station                                                   | Sluitersveld, Rumerslanden, Schelfhorst, Kluppelshuizen                              | Ringlijn                                                                    |
| 26                      | Station - Ziekenhuisgroep Twente                                    | Centrumplein, Ossenkoppelerhoek                                                      | Rijdt niet op zondag                                                        |
| Streekdienst            |                                                                     |                                                                                      |                                                                             |
| 51                      | Almelo, Station - Hengelo, Station                                  | Zenderen, Borne                                                                      |                                                                             |
| 53                      | Hengelo, Station - Eibergen, Viersprong                             | Beckum, Stepelo, Haaksbergen                                                         | Hoort ook bij concessie Achterhoek-Rivierenland                             |
| 60                      | Enschede, Station - Oldenzaal, Station                              | Oldenzaal De Thij                                                                    | Rijdt niet op zondag                                                        |
| 61                      | Enschede, Station - Overdinkel, Schoolstraat                        | Losser                                                                               |                                                                             |
| 62                      | Enschede, Station - Denekamp, Onder de Linden                       | Lonneker, Oldenzaal, Beuningen                                                       |                                                                             |
| 63                      | Enschede, Station - Borculo, Busstation                             | Haaksbergen, Brammelo, Rietmolen, Neede                                              |                                                                             |
| 64                      | Almelo, Station - Oldenzaal, Station                                | Harbrinkhoek, Geesteren, Tubbergen, Vasse, Ootmarsum, Rossum                         |                                                                             |
| 65                      | Tubbergen, Marconistraat - Hengelo, Station                         | Fleringen, Weerselo, Gammelke, Deurningen                                            | Rijdt niet op zondag                                                        |
| 66                      | Almelo, Station - Overdinkel, Schoolstraat                          | Albergen, Fleringen, Weerselo, Lemselo, Oldenzaal, Losser                            | Rijdt niet op zondag                                                        |
| 80                      | Westerhaar, Busstation - Hardenberg, Station                        | Sibculo, Kloosterhaar, Bergentheim                                                   | Rijdt niet 's avonds en in het weekend                                      |
| 81                      | Ommen, Strangeweg - Almelo, Station                                 | Eerde, Den Ham, Vroomshoop, Westerhaar, Vriezenveen                                  |                                                                             |
| 83                      | Almelo, Station - Vriezenveen, Nieuwe Daarlerveenseweg              | Aadorp                                                                               | Rijdt niet op zondag                                                        |
| 85                      | Nijverdal, Station - Hellendoorn, Avonturenpark                     |                                                                                      | Zomerbus, rijdt alleen in juli en augustus en alleen op dinsdag en woensdag |
| 86                      | Rheeze, Camping De Vechtstraat/'t Veld - Hellendoorn, Avonturenpark | Stegeren, Ariën, Ommen                                                               | Zomerbus, rijdt alleen in juli en augustus en alleen op dinsdag en woensdag |
| 95                      | Almelo, Station - Borculo, Busstation                               | Wierden, Notter, Rijssen, Enter, Goor, Diepenheim, Geesteren                         | Rijdt niet op zondag                                                        |
| 96                      | Rijssen, Station - Nijverdal, Station                               | Zuna                                                                                 | Rijdt niet in het weekend                                                   |
| 97                      | Holten, De Waerdenborch - Haaksbergen, Busstation                   | Markelo, Goor, Hengevelde, Sint Isidorushoeve                                        | Rijdt niet op zondag                                                        |
| 98                      | Almelo, Station - Neede, Busstation                                 | Bornerbroek, Delden, Bentelo, Hengevelde, Markvelde                                  | Rijdt niet op zondag                                                        |
| buurtRRReis             |                                                                     |                                                                                      |                                                                             |
| 505                     | Enschede (Station - Hogeland)                                       |                                                                                      | Rijdt niet 's avonds en op zondag                                           |
| 506                     | Enschede, Station - Boekelo, Marcellinuskerk                        | Usselo                                                                               | Rijdt niet 's avonds en op zondag                                           |
| 507                     | Losser Brilmansdennen - Glanerbrug Zorgcentrum Ariënsstaete         | Glane                                                                                | Rijdt niet 's avonds en op zondag                                           |
| 508                     | Enschede (De Cromhoff - Winkelcentrum Stroinkslanden)               | Wesselerbrink                                                                        | Rijdt niet 's avonds en op zondag                                           |
| 513                     | Nijverdal, Station - Raalte, Zwolsestraat                           | Haarle, Mariënheem                                                                   | Rijdt niet 's avonds en in het weekend                                      |
| 525                     | Almelo (Station - Aalderinkshoek)                                   | Centrumplein, Kerkelanden                                                            | Rijdt niet 's avonds en op zondag                                           |
| 591                     | Tubbergen, Julianastraat - Bruinehaar, Driesprong                   | Geesteren, Langeveen                                                                 | Rijdt niet 's avonds en in het weekend                                      |
| 592                     | Borne, Station - Weerselo, Burgemeester Scholtensplein              | Hertme, Saasveld                                                                     | Rijdt niet 's avonds en in het weekend                                      |
| 593                     | Oldenzaal, Station - De Lutte, Rooms Katholieke Kerk                |                                                                                      | Rijdt niet op zondag                                                        |
| 594                     | Den Ham, Brink/Daarlerveen, Station - Nijverdal, Station            | Daarle, Hellendoorn, Hulsen                                                          | Om en om via Den Ham of Daarlerveen; rijdt niet 's avonds en op zondag      |
| 595                     | Haaksbergen, Busstation - Buurse, Grens                             |                                                                                      | Rijdt niet 's avonds en in het weekend                                      |
| 596                     | Ootmarsum, Molenstraat - Denekamp, Oranjestraat                     | Tilligte, Lattrop                                                                    | Rijdt niet 's avonds en in het weekend                                      |
| 597                     | Nijverdal, Centrum - Hellendoorn, Krönnenzommer                     |                                                                                      | Rijdt niet 's avonds en in het weekend                                      |
| 599                     | Ootmarsum, Molenstraat - Rossum, Thijplein                          | Reutum, Weerselo                                                                     | Rijdt niet 's avonds en in het weekend                                      |
| Schoolbus               |                                                                     |                                                                                      |                                                                             |
| 625                     | Almelo (Station → Aalderinkshoek)                                   | Centrumplein, Kerkelanden                                                            |                                                                             |
| 664                     | Denekamp, Onder de Linden → Almelo, Station                         | Tilligte, Ootmarsum, Vasse, Tubbergen                                                |                                                                             |
| flexRRReis Hengelo      |                                                                     |                                                                                      |                                                                             |
| 810                     | Station → Station                                                   | Berflo Es, Veldwijk, De Waarbeek, De Nijverheid, Wilderinkshoek, Woolder Es, Centrum | Rijdt alleen 's avonds en op zondag                                         |
| Treinvervangend vervoer |                                                                     |                                                                                      |                                                                             |
| 824                     | Zutphen, Station - Oldenzaal, Station                               | Lochem, Goor, Delden, Hengelo                                                        |                                                                             |

## Treindiensten Blauwnet
| Serie       | Treinsoort         | Route                                | Bijzonderheden                                                                         |
| ----------- | ------------------ | ------------------------------------ | -------------------------------------------------------------------------------------- |
| 3800 RE 20  | Sneltrein (Arriva) | Zwolle – Mariënberg – Emmen          | Onderdeel van Blauwnet. 1x per uur.                                                    |
| 7900 RS 23  | Sprinter (Keolis)  | Zwolle – Almelo – Hengelo – Enschede | Onderdeel van Blauwnet                                                                 |
| 8000 RS 20  | Stoptrein (Arriva) | Zwolle – Mariënberg – Emmen          | Onderdeel van Blauwnet. 1x per uur.                                                    |
| 8500 RS 22  | Sprinter (Keolis)  | Zwolle – Zwolle Stadshagen – Kampen  | Onderdeel van Blauwnet                                                                 |
| 13800 RE 20 | Sneltrein (Arriva) | Zwolle – Coevorden – Emmen           | Onderdeel van Blauwnet. Rijdt alleen tijdens de spits.                                 |
| 17900 IC 23 | Intercity (Keolis) | Zwolle – Almelo – Hengelo – Enschede | Onderdeel van Blauwnet. Rijdt alleen op werkdagen overdag en 1x per uur.               |
| 31000 RS 21 | Stoptrein (Arriva) | Almelo – Mariënberg – Hardenberg     | Onderdeel van Blauwnet. 1x per uur, 2x per uur in de brede spits en op zaterdagmiddag. |
| 31200 RS 24 | Stoptrein (Arriva) | Zutphen – Hengelo – Oldenzaal        | Onderdeel van Blauwnet.                                                                |

## Lijnen uit grensoverschrijdende concessies in de provincie Overijssel
De concessiegrenzen van de concessies in Overijssel overschrijden nergens de provinciegrens, maar enkele buslijnen doen dit wel. Dit is echter ook andersom, lijnen uit concessies in andere provincies rijden in Overijssel. Hieronder staan alle buslijnen die horen bij concessies uit andere provincies opgesomd.
| Lijn                                                     | Route                                                      | Via | Soort                                      | Opmerkingen                                                |
| Concessie Achterhoek-Rivierenland (Arriva)               | Concessie Achterhoek-Rivierenland (Arriva)                 | Concessie Achterhoek-Rivierenland (Arriva)                                                                              | Concessie Achterhoek-Rivierenland (Arriva) | Concessie Achterhoek-Rivierenland (Arriva)                 |
| -------------------------------------------------------- | ---------------------------------------------------------- | --- | ------------------------------------------ | ---------------------------------------------------------- |
| 57                                                       | Deventer, Station - Borculo, Busstation                    | Epse, Hassink, Harfsen, Laren, Lochem, Barchem                                                                          | Streekbus                                  | Rijdt niet 's avonds en in het weekend                     |
| 73                                                       | Winterswijk, Station - Enschede, Station                   | Meddo, Groenlo, Eibergen                                                                                                | Streekbus                                  |                                                            |
| 74                                                       | Doetinchem, Station - Enschede, Station                    | Westendorp, Varsseveld, Harreveld, Lichtenvoorde, Groenlo, Eibergen                                                     | Streekbus                                  |                                                            |
| 81                                                       | Deventer, Station - Zutphen, Station                       | Epse, Gorssel, Eefde | Streekbus                                  |                                                            |
| 199                                                      | Haaksbergen, Busstation - Eibergen, De Meergaarden         | Rekken | Buurtbus                                   | 's Avonds en in het weekend als belbus                     |
| Concessie Groningen-Drenthe (Qbuzz)                      |                                                            | |                                            |                                                            |
| 20                                                       | Steenwijk, Station - Assen, Station                        | Eesveen, Nijensleek, Frederiksoord, Vledder, Wapse, Diever, Dieverbrug, Hoogersmilde, Hijkersmilde, Smilde, Bovensmilde | Streekbus                                  |                                                            |
| 26                                                       | Meppel, Station - Steenwijk, Station                       | Nijeveen, Veendijk, Havelterberg                                                                                        | Streekbus                                  |                                                            |
| 31                                                       | Hoogeveen, Station - Dedemsvaart, Busstation               | Ter Arlo, Zuidwolde, Linde                                                                                              | Streekbus                                  |                                                            |
| 231                                                      | Zuidwolde, Busstation - Balkbrug, Centrum                  | Linde, Den Oosterhuis                                                                                                   | Spitsbus                                   |                                                            |
| Concessie Fryslân (Qbuzz)                                |                                                            | |                                            |                                                            |
| 18                                                       | Oosterwolde, Busstation - Steenwijk, Station               | Makkinga, Elsloo, Boyl, Oosterstreek, Noordwolde, Wilhelminaoord, Frederiksoord, Nijensleek, Eesveen                    | Streekbus                                  | Rijdt niet 's avonds en in het weekend                     |
| 217                                                      | Wolvega, Station - Steenwijk, Station                      | De Blesse, Steggerda, Vinkega, Oldeberkoop, Noordwolde, Wilhelminaoord, Frederiksoord, Nijensleek, Eesveen              | flexBuzz                                   | Rijdt doordeweeks alleen 's avonds en zaterdag de hele dag |
| Verkeersverbond VGB (Nutzfahrzeuge Nordhorn) (Duitsland) |                                                            | |                                            |                                                            |
| 38                                                       | Denekamp, Centrum/Eurowerft - Nordhorn, Sportpark/Delfinoh | | Buurtbus                                   | Rijdt niet 's avonds en in het weekend                     |
| Verkeersverbond WT (RVM) (Duitsland)                     |                                                            | |                                            |                                                            |
| T5                                                       | Gronau Driland - Gronau, Bahnhof                           | Overdinkel | Belbus                                     | Rijdt niet 's avonds                                       |
| T88                                                      | Enschede, Station - Alstätte, Markt                        | | Belbus                                     | Rijdt niet 's avonds en op zondag                          |